# Rhacophytales
Die Rhacophytales sind eine ausgestorbene Pflanzengruppe aus dem Devon, die nahe der Basis der Farne steht.

## Merkmale
Die Vertreter zeichnen sich durch ein einmaliges Verzweigungssystem aus, bei dem bi- und quadriseriate Einheiten vorkommen, die in der Achsel von speziellen Strukturen stehen, den Aphlebiae. Dies sind anormale Fiederblättchen an der Rhachis der Farne. Die Anhängsel der letzten Verzweigungsstufe können dichotom verzweigt sein, bei manchen Formen stehen sie in einer Ebene. Das Gefäßsystem besteht aus im Querschnitt uhrglasförmigem (clepsydroidem) primärem Xylem, das von sekundärem Xylem umgeben ist. Die Sporangien stehen in Gruppen und besitzen keinen Anulus. Alle Vertreter dürften homospor gewesen sein.

## Rhacophyton
Die am vollständigsten bekannte Gattung ist Rhacophyton. Sie ist von etlichen Fundstellen weltweit bekannt, die alle in das Oberdevon datiert werden.
Rhacophyton ceratangium ist ein aufrechte, rund einen Meter hohe Pflanze. Die Seitenäste, die auch als Wedel bezeichnet wurden, bestehen aus quadriseriaten Seitenachsen. Diese Anordnung wurde auch als tetrastich bezeichnet, also in vier Reihen stehend. Die Seitenachsen stehen in zwei senkrechten Reihen an der Hauptachse. Die Astsegmente sind über 50 cm lang. Die Astmorphologie ist sehr variabel, es gibt alle Übergangsformen zwischen zwei- und dreidimensionalen Formen. Aphlebia-artige Strukturen stehen paarig an der Hauptachse. An den distalen Enden der letzten Verzweigungsachsen stehen fiederchen-artige Strukturen.
Die Stämme von Rhacophyton ceratangium haben einen Durchmesser von bis zu 2 cm. Sie haben einen zentralen, uhrglasförmigen Strang primären Xylems. Dieser ist vom sekundären Xylem umgeben, das aus radial angeordneten Reihen von Treppen-Tracheiden besteht. Es gibt auch uniseriate Holzstrahlen, die ein bis sieben Zellen hoch sind. An beiden Enden des schmalen primären Xylems sitzen so genannte periphere Schleifen, die leer ist, an manchen Stellen auch Parenchym enthalten kann.
Rhachophyton zygopteroides aus dem Oberdevon Belgiens hatte eine aufrechte Hauptachse mit spiralig angeordneten Wedeln. Die Fiedern stehen in zwei Reihen und tragen kleine Fiederblättchen von bis zu 1 cm Länge. Der Stamm besitzt ein im Querschnitt sternförmiges Xylem, dessen äußere Zone aus Tracheiden und dessen innere Zone aus schlecht erhaltenen Zellen besteht. Die Blattspuren zweigen von den Armen der Stele als rechteckige Balken ab, von denen jeder zwei periphere Schleifen besitzt.
Die fertilen Wedel von Rhacophyton wurden bis jetzt noch nicht in organischem Zusammenhang mit den übrigen Organen gefunden. Ein Wedel ist dreidimensional mit zwei langen, sterilen Fiedern und zwei verzweigten, fertilen Fiedern. Jede fertile Fieder besteht aus einem basalen Stiel, der sich mehrmals kurz hintereinander dichotom verzweigt. Derart entsteht eine dichte, dreidimensionale Struktur. Die vorletzten Zweige sind leicht nach innen gebogen und tragen kleine Zweige an ihrer nach innen weisenden Seite. Diese wiederum verzweigen sich dichotom, an jedem der Zweige steht ein endständiges Sporangium.
Die Sporangien von Rhacophyton ceratangium sind spindelförmig, mit langer, gebogener Spitze. Sie sind bis 2,4 mm lang und 0,4 mm breit. Sie öffnen sich längs. Die Sporen sind eiförmig mit einem Durchmesser von rund 50 Mikrometer. Sie besitzen eine trilete (dreistrahlige) Narbe. Die Sporen ähneln den sporae dispersae vom Typ Perotriletes.

## Andere Gattungen
Protocephalopteris
Protocephalopteris ist aus dem Mittleren Devon von Spitzbergen und Sibirien bekannt. Es sind große, doppelt gefiederte Wedel mit wechselständig angeordneten Fiedern. Die fertile Einheit besteht aus Paaren von endständigen fertilen Segmenten, an denen in Paaren die Sporangien stehen. Diese Paare stehen in den Achseln von Aphlebiae. Zum Unterschied von Rhacophyton gibt es keine quadriseriate Verzweigung.
Chlidanophyton
Chlidanophyton reicht vom Späten Devon bis ins frühe Tournaisium. Es sind Pflanzen, mit terminal stehenden, zurückgebogenen Sporangien an einem verzweigten System.
Eocladoxylon
Eocladoxylon aus dem Mittleren Devon (Givetium) von China hat sterile und fertile zweige, die Rhacophyton ähneln. Sekundäres Xylem fehlt. Die endständigen Segmente stehen in einer Ebene. Die fertilen Segmente stehen dreidimensional. Die Sporangien von Eocladoxylon minutum ähneln den Pollensäcken mancher Samenfarne, wie etwa Telangiopsis.
Protopteridophyton
Protopteridophyton aus dem Devon (Givetium bis Frasnium) von Südchina vereint in sich Merkmale der Trimerophyten, der Farne und der Progymnospermen.
Ellesmeris
Ellesmeris sphenopteroides aus dem Frasnium von Ellesmere Island (Kanadische Arktis) vereint Eigenschaften der Rhacophytales und der Zygopteridales. Die Stele der Hauptachse ist bipolar und uhrglasförmig. Die Aphlebiae stehen an der Basis von jeder primären Fieder. Die Blattsegmente sind flächig. Ellesmeris ist deutlich älter als die Zygopteridales, die vollständig flächigen Fiederblättchen sind älter als die bis dahin bekannten. Es gibt aber keine deutliche Differenzierung zwischen Achse und Blatt, weshalb sie eher zu den Rhacophytales als zu den Zygopteridales zu stellen ist.

## Systematische Stellung
Die genaue systematische Stellung der Rhacophytales ist nach wie vor unklar. Rhacophyton wurde in der Vergangenheit zu den Aneurophytales gestellt, als diese noch als Vorläufer der Samenfarne und echten Farne angesehen wurden. Sie wurden zu den Protopteridales, den Zygopteridales oder als Vorläufergruppe der Coenopteridales angesehen.
Die Vertreter der Ordnung teilen sich Merkmale mit manchen Vertretern der Iridopteridales und der Progymnospermen. Von einigen Autoren werden sie als Familie zu den Zygopteridales gestellt. Mit den Zygopteridales teilen sie sich das uhrglasförmige Xylem und die quadriseriate Verzweigung. Mit den Progymnospermen teilen sie das Vorhandensein von sekundärem Xylem.
Taylor, Taylor und Krings (2009) sehen sie als weiter entwickelt als die Trimerophytophyta, aus denen sie entstanden; ihnen fehlt aber die Organdifferenzierung, wie sie bei den etwas jüngeren farnähnlichen Pflanzen vorkommen.

## Belege
- Thomas N. Taylor, Edith L. Taylor, Michael Krings: Paleobotany. The Biology and Evolution of Fossil Plants. Second Edition, Academic Press 2009, ISBN 978-0-12-373972-8, S. 401–405.